# Abraxas gephyra
Abraxas gephyra är en fjärilsart som beskrevs av West 1929. Abraxas gephyra ingår i släktet Abraxas och familjen mätare. Inga underarter finns listade i Catalogue of Life.